# Kumi Kubota
Kumi Kubota, coniugata Watanabe (久保田久美?, Kubota Kumi; Wakayama, 30 ottobre 1961), è un'ex cestista giapponese.
È la madre di Yūta Watanabe.

## Carriera
Con il Giappone ha disputato i Campionati del mondo del 1983.